# Nathalie Stutzmann

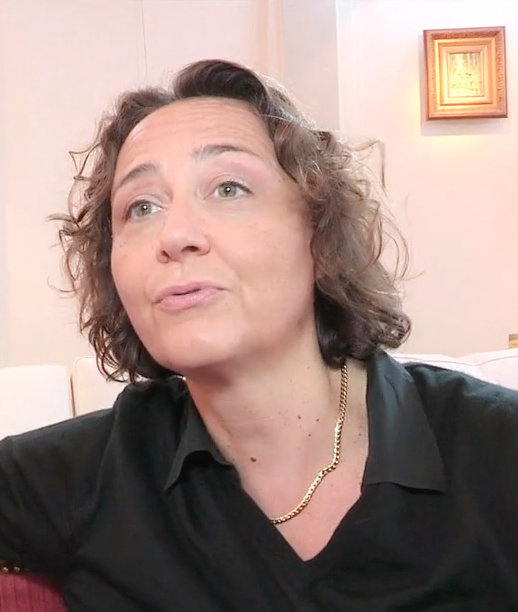
Nathalie Stutzmann, 2018

Nathalie Stutzmann (* 6. Mai 1965 in Suresnes) ist eine französische Opernsängerin (Alt) und Dirigentin. Sie war Chefdirigentin des Kristiansand Symphony Orchestra in Norwegen und ist die Musikdirektorin des Atlanta Symphony Orchestra.

## Leben
Nathalie Stutzmann studierte zunächst bis 1982 Klavier, Fagott, Kammermusik und Dirigieren am Konservatorium von Nancy. Ersten Gesangsunterricht erhielt sie durch ihre Mutter, die Sopranistin Christiane Stutzmann. Die Tochter hatte dabei zunächst ihre Enttäuschung über ihre „viel zu tiefe“ Stimme zu überwinden. Von 1983 bis 1987 studierte sie Liedgesang bei Michel Sénéchal und Hans Hotter an der Opernschule der Pariser Oper. Ihre dunkle und klangvolle Stimme wurde als „bittersüß“ beschrieben. Ihre Stimmlage bezeichnet sie selbst als Contralto, also Kontra-Alt.
Sie debütierte 1985 im Pariser Salle Pleyel mit Johann Sebastian Bachs Magnificat und trat bald in Paris, München, Berlin, Barcelona, Lissabon, Zürich, Moskau, Brüssel, Amsterdam und anderen Städten auf, wo sie u. a. unter Seiji Ozawa, Manuel Rosenthal, Claudio Scimone, Enoch zu Guttenberg, Mstislav Rostropowitsch, Michel Plasson, Colin Davis und Alain Lombard arbeitete. 1987 gewann sie die erste Auflage des Internationalen Gesangswettbewerbs Neue Stimmen der Bertelsmann Stiftung.
Als Konzertsängerin trat sie u. a. mit dem Concertgebouw-Orchester, dem London Symphony Orchestra, dem Orchestre de Paris, dem Boston Symphony Orchestra und dem Cleveland Orchestra, der Staatskapelle Dresden und dem Symphonieorchester des Bayerischen Rundfunks auf. Sie sang in Beethovens Missa solemnis, trat mit Brahms’ Altrhapsodie und als Solistin in Mahlers Sinfonien und dem Lied von der Erde auf.
Auf der Opernbühne sang Stutzmann u. a. die Titelrolle in Händels Giulio Cesare und Radamisto, den Disinganno in Il Trionfo del Tempo und den Amastre in Xerxes desselben Komponisten, den Orfeo in Glucks Orfeo ed Euridice und die Erda in Wagners Rheingold.
Als Liedsängerin arbeitet Stutzmann seit 1994 vorrangig mit der schwedischen Pianistin Inger Södergren. Im Mittelpunkt ihres Repertoires stehen die Lieder französischer und deutscher Komponisten wie Ernest Chausson, Gabriel Fauré, Francis Poulenc und Robert Schumann. 2004 erschien eine Aufnahme von Schuberts Winterreise.
Als bereits international anerkannte Künstlerin studierte Stutzmann Dirigieren bei Jorma Panula. Weitere Impulse erhielt sie von Simon Rattle. Im Jahr 2008 trat sie erstmals offiziell als Dirigentin auf, als sie auf Einladung ihres Mentors Seiji Ozawa in Japan das Mito Chamber Orchestra leitete. Im Jahr 2009 gründete sie ihr eigenes Kammerorchester Orfeo 55, das sowohl auf modernen wie historischen Instrumenten spielte. Das Ensemble wurde 2019 aufgelöst.
Als Gastdirigentin arbeitete sie unter anderem mit dem Philharmonischen Orchester Rotterdam, dem Königlichen Philharmonischen Orchester in Stockholm, dem Konzerthausorchester Berlin, dem NDR Elbphilharmonie Orchester, den Bamberger Symphonikern, dem London Symphony Orchestra, dem São Paulo State Symphony Orchestra, dem Minnesota Orchestra, dem National Symphony Orchestra in Washington und dem Saint Louis Symphony Orchestra zusammen.
Als Operndirigentin trat sie mit Aufführungen von Wagners Tannhäuser 2017 in der Oper von Monaco und von Boitos Mefistofele 2018 beim Festival Chorégies d’Orange in der Provence in Erscheinung. Im Jahr 2023 dirigierte sie bei den Bayreuther Festspielen Tannhäuser.
Von 2017 bis 2020 war sie Erste Gastdirigentin des RTE National Symphony Orchestra in Dublin. Ab 2018 war sie Chefdirigentin des Kristiansand Symphony Orchestra in Norwegen; ihr Nachfolger dort ist seit 2023 Julian Rachlin. Für die Saison 2021/22 wurde sie zur Ersten Gastdirigentin des Philadelphia Orchestra ernannt. Mit der Saison 2022/23 übernahm sie den Posten der Musikdirektorin des Atlanta Symphony Orchestra.
Ihre Diskographie als Sängerin umfasst mehr als 75 Titel, darunter Werke von Bach und Händel über Mozart, Schubert, Schumann und Brahms bis hin zu Schostakowitsch, Prokofjew und Honegger. Stutzmann gibt weltweit Meisterkurse.

## Auszeichnungen
- 2024: Auszeichnung in der Kategorie „Beste Dirigentin“ bei den Oper! Awards der Fachzeitschrift Oper![10]
- 2020: Komtur des französischen Verdienstordens Ordre des Arts et des Lettres[11]
- 2019: Ritter der französischen Ehrenlegion[12]
- 2014: Ritter des Kulturverdienstordens (Monaco)[13]
- 1987: 1. Preis beim 1. Internationalen Gesangswettbewerb Neue Stimmen der Bertelsmann Stiftung.[14]

Ihre Aufnahmen erhielten u. a. den Preis der deutschen Schallplattenkritik, den Diapason d’or, den Japan Record Academy Award und einen Grammy.